# Carl Reyher
Carl Dietrich Christoph von Reyher (także Karl Peter Christopher Reyher, ros. Карл Карлович Рейер, ur. 11 października?/23 października 1846 w Rydze, zm. 30 grudnia 1890?/11 stycznia 1891 w Sankt Petersburgu) – niemiecki chirurg, profesor Uniwersytetu w Dorpacie, rzeczywisty radca stanu. Jako jeden z pierwszych lekarzy stosował oparte na naukowych podstawach chirurgiczne opracowywanie zakażonych ran postrzałowych.

## Życiorys
Syn protokolanta liwońskiego sądu dworskiego Karla Christophera Reyhera (1817–1889) i nauczycielki Mathilde Ulmann (1821–1904). Miał ośmiu braci, z których Hans Reyher (1859–1932) również wybrał zawód lekarza, Piet von Reyher (1862–1927) był pisarzem. Siostra Helene była żoną Wilhelma Ostwalda.
Ukończył gimnazjum rządowe w Rydze. Studiował medycynę na Uniwersytecie w Dorpacie w latach 1865–1870. Po ukończeniu studiów brał udział w wojnie francusko-pruskiej jako lekarz polowy w III armii pruskiej. Następnie przez krótki czas był asystentem w klinice Karla Wilhelma Heinego w Nancy. W 1871 (1872) został asystentem w klinice chirurgicznej Ernsta Bergmanna, rok później uzyskał tytuł doktora medycyny. Od 1874 do 1878 docent chirurgii na macierzystej uczelni. Wyjeżdżał w tym czasie za granicę, odwiedził m.in. w 1873 roku klinikę Josepha Listera w Edynburgu. Jako asystent Bergmanna, był z nim w konflikcie – przypuszcza się, że Bergmann zazdrościł sukcesów swojemu uczniowi.
W 1876 prymariusz szpitala wojskowego w Svilajnac w Serbii. W latach 1877–1878 uczestniczył w wojnie rosyjsko-tureckiej: był konsultantem w armii kaukaskiej i prymariuszem kaukaskiego Czerwonego Krzyża. Od 1878 konsultant w szpitalu wojskowym w St. Petersburgu, równocześnie wykładowca na kursach żeńskich. W 1883 roku został ordynatorem chirurgii w petersburskim szpitalu Semionowa. W 1887 uczestniczył w Międzynarodowym Kongresie Medycznym w Waszyngtonie.
Zginął tragicznie 30 grudnia 1890, wskutek nieszczęśliwego wypadku na polowaniu – został raniony kulą z własnej broni. Przypuszczano, że mógł popełnić samobójstwo, sfrustrowany trudnościami w reformowaniu szpitala (stracił posadę ordynatora) i niepowodzeniami w życiu osobistym.
Był dwukrotnie żonaty: 10 lipca 1875 w Rydze ożenił się z Anną von Götschel (rozwód w 1880 roku), po raz drugi w 1887 roku w Paryżu z Gaston Leflere. Jego syn Karl Wolfgang Rudolf von Reyher (1879–1950) również był chirurgiem.

## Dorobek naukowy
Pracując jako chirurg wojskowy i w klinice Bergmanna zajmował się głównie problemem zakażeń ran. Podczas wojny rosyjsko-tureckiej stosował metodę oczyszczania ran (debridement) do leczenia ran postrzałowych; swoje doświadczenia przedstawił na 7. Międzynarodowym Kongresie Medycznym w Londynie. Wykazał wtedy, że postępowanie antyseptyczne w połączeniu z wczesnym oczyszczeniem rany skutkowało znacznym zmniejszeniem śmiertelności. Uważa się, że był prawdopodobnie pierwszym chirurgiem wojskowym, prowadzącym kontrolowane prospektywne badania nad gojeniem się ran. Jako pierwszy upowszechniał zasady antyseptyki Listera w Rosji.

## Wybrane prace
- Zur Pathologie und Therapie der Cholera in der Rigaer Epidemie von 1871. Dorpat: Mattiesen, 1872
- Ueber die Veränderungen der Gelenke bei dauernder Ruhe[12]. 1873
- Zur Behandlung der Kniegelenkentzündung mittels der permanenten Extension[13]. 1874
- The Cartilages and Synovial Membranes of the Joints. Journal of Anatomy and Physiology 8, ss. 261–273, 1874
- Über die Listersche Wundbehandlung. Verhandlungen der Deutschen Gesellschaft für Chirurgie, III Congress, 1874
- Die Behandlung der Spondylitis dorsalis und lumbalis mit dem Zug und Gegenzug, 1876
- Vom Kriegsschauplatze, 1877
- Die antiseptische Wundbehandlung in der Kriegschirurgie, 1878
- Ueber primäres Debridement der Schusswunden. London: J. W. Kolckmann, 1881